# Aeonium appendiculatum
Aeonium appendiculatum är en fetbladsväxtart som beskrevs av A. Banares Baudet. Aeonium appendiculatum ingår i släktet Aeonium och familjen fetbladsväxter. Inga underarter finns listade i Catalogue of Life.

## Bildgalleri

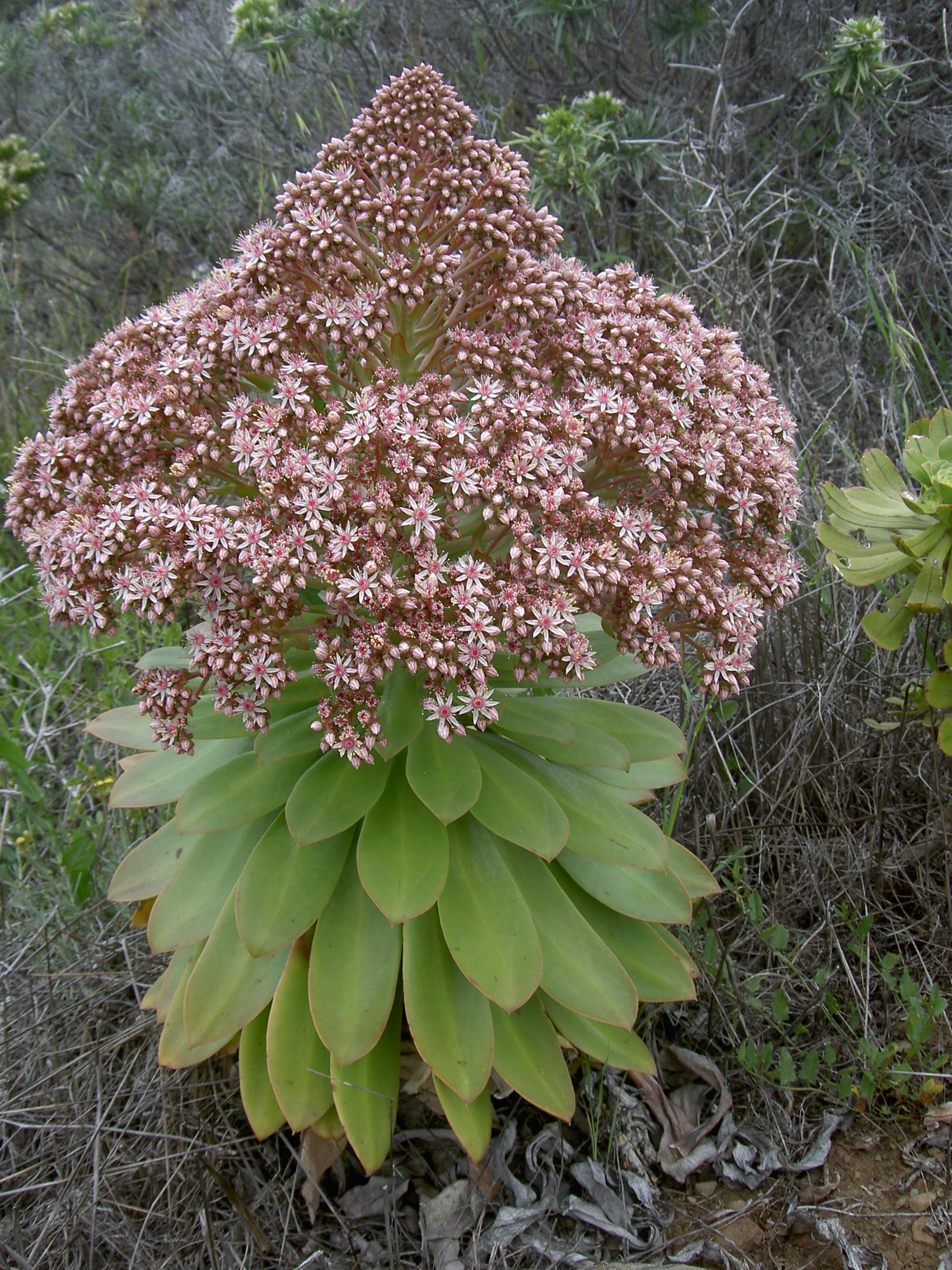